# Santana da Boa Vista
Santana da Boa Vista es un municipio brasileño del estado de Rio Grande do Sul. 
Se localiza a una latitud 30º52'19" Sur y a la longitud 53º06'55" Oeste, estando a una altitud de 306 metros sobre el nivel del mar. Su población estimada en 2004 era de 8.730 habitantes.
Posee un área de 1461,9 km². Es un municipio que cuenta con las aguas del Río Camacuã.
- Datos: Q1749815
- Multimedia: Santana da Boa Vista / Q1749815